# Puebla de San Julián
Puebla de San Julián (llamada oficialmente Pobra de San Xiao) es una parroquia y una aldea española del municipio de Láncara, en la provincia de Lugo, Galicia. La aldea es a su vez la capital del municipio de Láncara.

## Otras denominaciones
Si bien la denominación en castellano está muy extendida y la denominación en gallego está oficializada, la parroquia también fue  conocida en el pasado por los nombres de Pobra de San Xulián y Puebla de San Xulián.

## Localización
La Puebla se encuentra localizada en un extremo occidental del municipio, completamente rodeada al norte, sur y oeste por los términos de O Corgo y O Páramo, en tanto que limita en su parte este con las parroquias de Neira de Cabaleiros y Muro. El pueblo está a 368m de altitud, entre los cursos de los ríos Neira y Sarria, desembocando este último en el primero al noroeste de la localidad. Se encuentra también junto a la vieja carretera LU-546 que une Lugo con Monforte de Lemos.

## Comunicaciones

### Carreteras
La principal vía de acceso a la localidad es la autovía AG-22, actualmente en servicio entre esta localidad y Sarria, inaugurada en 2022 tras el desdoblamiento de la vía de altas prestaciones CG-2.2. Esta carretera continúa hasta Lugo hacia el norte, donde enlaza con la autovía del noroeste, y hasta Monforte de Lemos hacia el sur, donde enlaza con la carretera nacional N-120.
Con el mismo recorrido que las carreteras anteriores, la LU-546 une Lugo con Monforte de Lemos pasando por la localidad. Por su parte, la LU-621 une Puebla de San Julián con Láncara y Baralla.

### Ferrocarril

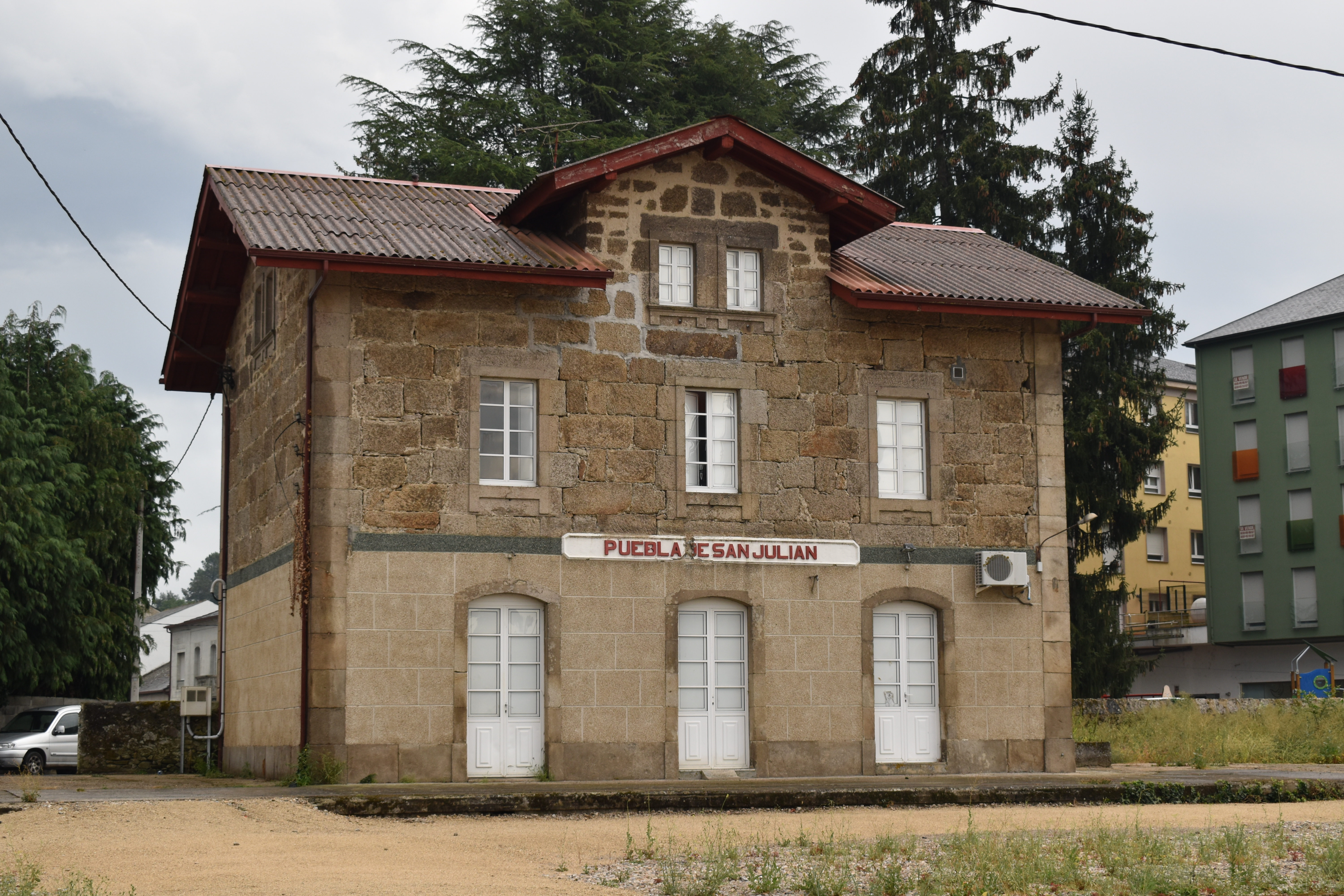
Edificio de viajeros de la antigua estación de Puebla de San Julián.

También pasaba por la localidad la línea férrea León-La Coruña, aunque la estación de Puebla de San Julián ya no disponía en los últimos años de servicios de pasajeros. En 2018 se inauguró una variante ferroviaria que evita el paso por el centro del pueblo y que se enmarca dentro de las mejoras para hacer llegar la alta velocidad a Lugo desde Orense. Se ha construido una nueva estación en dicha variante que tampoco tiene servicios de viajeros. Las antiguas vías que cruzaban el pueblo han sido desmanteladas.

## Organización territorial
La parroquia está formada por dos entidades de población:
- Ariz
- Puebla de San Xulián[5] (A Pobra de San Xiao)

## Demografía

### Parroquia
| Gráfica de evolución demográfica de Puebla de San Julián (parroquia) entre 2000 y 2020 |
|                                                                                        |
| Datos según el nomenclátor publicado por el INE.                                       |

### Aldea
| Gráfica de evolución demográfica de Puebla de San Xulián (aldea) entre 2000 y 2020 |
|                                                                                    |
| Datos según el nomenclátor publicado por el INE.                                   |

## Patrimonio
- Iglesia parroquial, de principios del siglo XX aunque conserva restos románicos. Tiene planta de cruz latina con dos capillas laterales. En su interior se conservan dos retablos de los siglos XVI y XVII.
- Casa Grande de Quiroga, formada por una edificación principal, torre y construcciones anejas, con aspecto de fortaleza.

## Deporte
La localidad tuvo un equipo de fútbol sala, el E. D. Láncara, más conocido por el nombre de sus patrocinadores Muebles Caloto y Barcel Euro. Entre 2004 y 2006 jugó en la División de Honor, la máxima categoría del fútbol sala español.